# Juniperus grandis
Juniperus grandis ist eine Pflanzenart aus der Familie der Zypressengewächse (Cupressaceae). Sie kommt in Kalifornien vor und wird von manchen Autoren als Unterart oder Varietät des Westamerikanischen Wacholders (Juniperus occidentalis) angesehen.

## Beschreibung

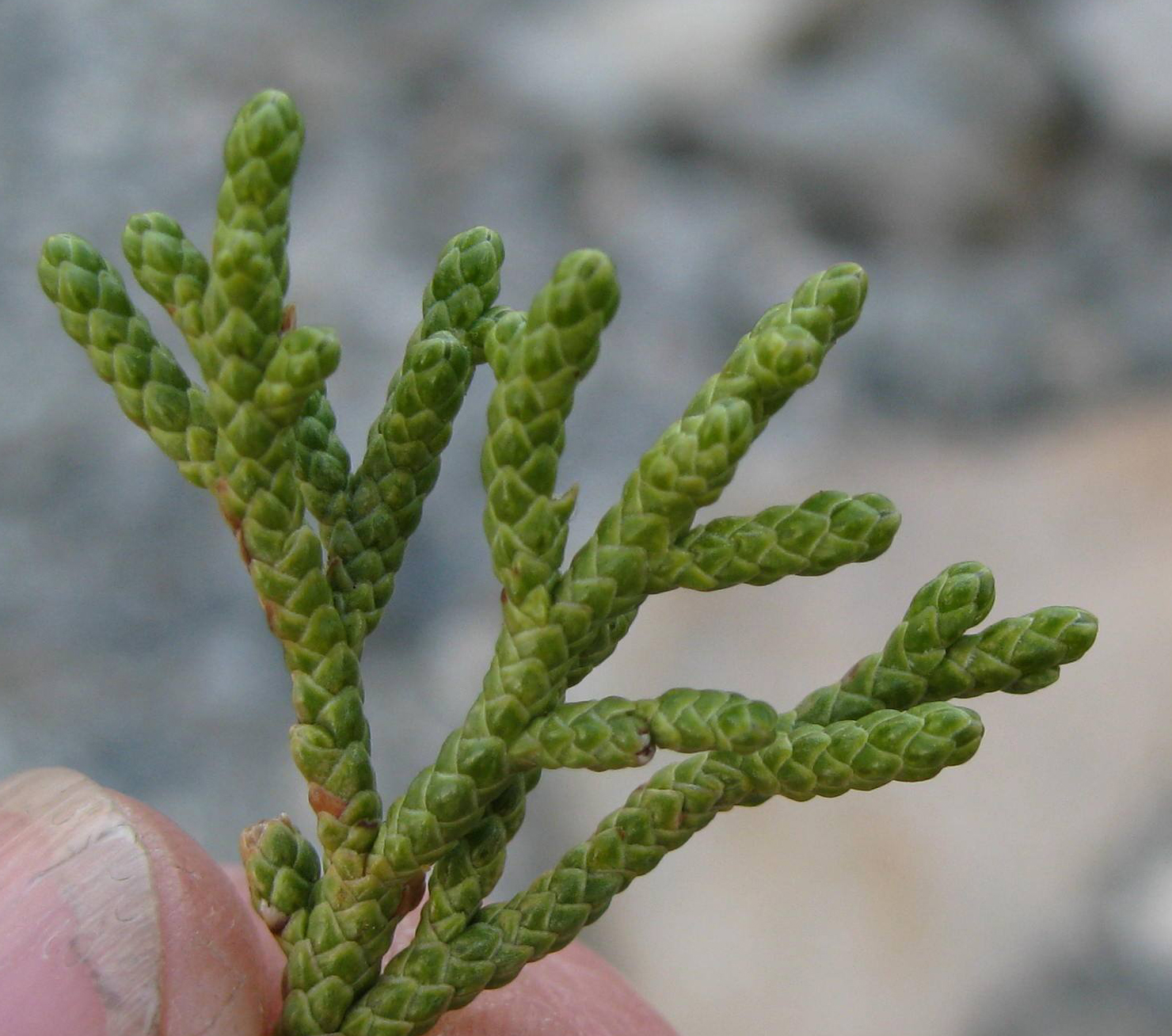
Zweig mit Schuppenblättern

Juniperus grandis wächst als immergrüner Baum der Wuchshöhen von bis zu 30 Meter und Brusthöhendurchmesser von über 3,8 Meter erreichen kann. Die Äste gegen aufrecht oder hängend vom Stamm ab. Die Borke ist braun gefärbt.
Die schuppenartigen Blätter weisen eine Drüse auf.
Etwa 5 Prozent aller Bäume von Juniperus grandis sind zweihäusig (diözisch). Die Blütezeit liegt im Frühling und die Beerenzapfen reifen im darauffolgenden Jahr. Die Zapfen werden 5 bis 9 Millimeter lang und sind zur Reife hin blau bis blauschwarz gefärbt. Jeder Zapfen trägt ein bis drei Samen, welche von einem harzigen Fruchtfleisch umgeben sind. Die Keimlinge haben meist drei bis vier Keimblätter (Kotyledonen).

## Verbreitung und Standort
Das natürliche Verbreitungsgebiet von Juniperus grandis liegt in Kalifornien. Es erstreckt sich dort von der Sierra Nevada im Norden bis zum San Bernardino County im Süden.
Juniperus grandis gedeiht in Höhenlagen von 1000 bis 3000 Metern. Man findet sie dort meist auf trockenen, steinigen und seichtgründigen Hanglagen. In der Sierra Nevada bildet die Art häufig Mischbestände mit der Pracht-Tanne (Abies magnifica), der Weißstämmigen Kiefer (Pinus albicaulis), der Küsten-Kiefer (Pinus contorta), der Jeffrey-Kiefer (Pinus jeffreyi) und der Berg-Hemlocktanne (Tsuga mertensiana).

## Nutzung
Das Holz von Juniperus grandis wird zur Herstellung von Zaunpfählen genutzt. Weiters ist sie eine beliebte Bonsaiart.

## Systematik
Die Erstbeschreibung als Juniperus occidentalis subsp. australis erfolgte 1966 durch Frank Charles Vasek in Brittonia, Band 18, Seite 352. Von Robert P. Adams im Jahr 2006 durchgeführte DNA-Analysen zeigten, dass die Unterart näher mit dem Utah-Wacholder (Juniperus osteosperma) als mit dem Westamerikanischen Wacholder (Juniperus occidentalis) verwandt ist. Er erhob sie daher in Phytologia. Band 88, Seite 306 in den Artstatus, wobei er das Artepitheton grandis wählte, da Juniperus australis bereits als Synonym für eine Varietät des Karibischen Wacholders (Juniperus barbadensis) vergeben war.

## Gefährdung und Schutz
Juniperus grandis wird nicht in der Roten Liste der IUCN geführt. Die Art wird nicht als gefährdet angesehen.